# Ta‘ū
Pour les articles homonymes, voir Tau (homonymie).
Ta‘ū, en anglais le plus souvent Tau est la plus grande île du groupe de Manu‘a et la plus orientale des îles volcaniques des Samoa américaines et des îles Samoa. L'île était souvent appelée Opoun au XIXe siècle.
Cette île est ce qui reste d'un volcan actif et culmine à 931 m, ce qui est le plus haut sommet des Samoa américaines. La dernière éruption connue date de 1868. Le plus grand aeroport du groupe Manu'a se situe au nord-est de Ta'u à Fiti'uta. L'île comprend trois comtés : Faleasao, Fiti'uta et Ta'u. Avec Ofu et Olosega, elle constitue le district de Manu'a des Samoa américaines. La superficie terrestre est de 44,31 km2 et sa population est de 873 habitants.
Ta'u a constitué le terrain d'enquête de Margaret Mead où à 23 ans, elle écrit la thèse publiée en 1928 Coming of Age in Samoa.